# Белгаза (река)
Белга́за (Белгоза) — река в России, протекает по Екатериновскому, Аткарскому районам Саратовской области, устье находится в Лысогорском районе. Устье реки находится в 496 км по правому берегу реки Медведица. Длина реки составляет 68 км, площадь бассейна 663 км².
На берегу реки расположены населённые пункты: Вольновка, Кочетовка, Гайворон, Белгаза, Галахово, Андреевка.
Основные притоки: Кочетовка, Веселовка.

## Данные водного реестра
По данным государственного водного реестра России относится к Донскому бассейновому округу, водохозяйственный участок реки — Медведица от истока до впадения реки Терса, речной подбассейн реки — Дон между впадением Хопра и Северского Донца. Речной бассейн реки — Дон (российская часть бассейна).
Код объекта в государственном водном реестре — 05010300112107000008214.